# San Pedro de Arbás
San Pedro de Arbás (en asturiano y oficialmente: San Pedru d'Arbas) es una parroquia del concejo de Cangas del Narcea, en el Principado de Asturias, España.